# Кангил (Симферопольский район)
Канги́л (укр. Кангил, крымскотат. Qañğıl, Къанъгъыл) — исчезнувшее село в Симферопольском районе Крыма, располагавшееся на западе района, в долине реки Западный Булганак, на правом берегу. Сейчас это, примерно, восточная часть современного села Водное.

## История
О Кангиле времён Крымского ханства пока известно только, что в последний период деревня относилась к бакчи-сарайскаму каймаканству Бакче-сарайскаго кадылыка, о чём записано в Камеральном Описании Крыма 1784 года.
После присоединения Крыма к России (8) 19 апреля 1783 года, (8) 19 февраля 1784 года, именным указом Екатерины II сенату, на территории бывшего Крымского Ханства была образована Таврическая область и деревня была приписана к Симферопольскому уезду. После Павловских реформ, с 1796 по 1802 год, входила в Акмечетский уезд Новороссийской губернии. По новому административному делению, после создания 8 (20) октября 1802 года Таврической губернии, Кангил включили в Актачинскую волость Симферопольского уезда.

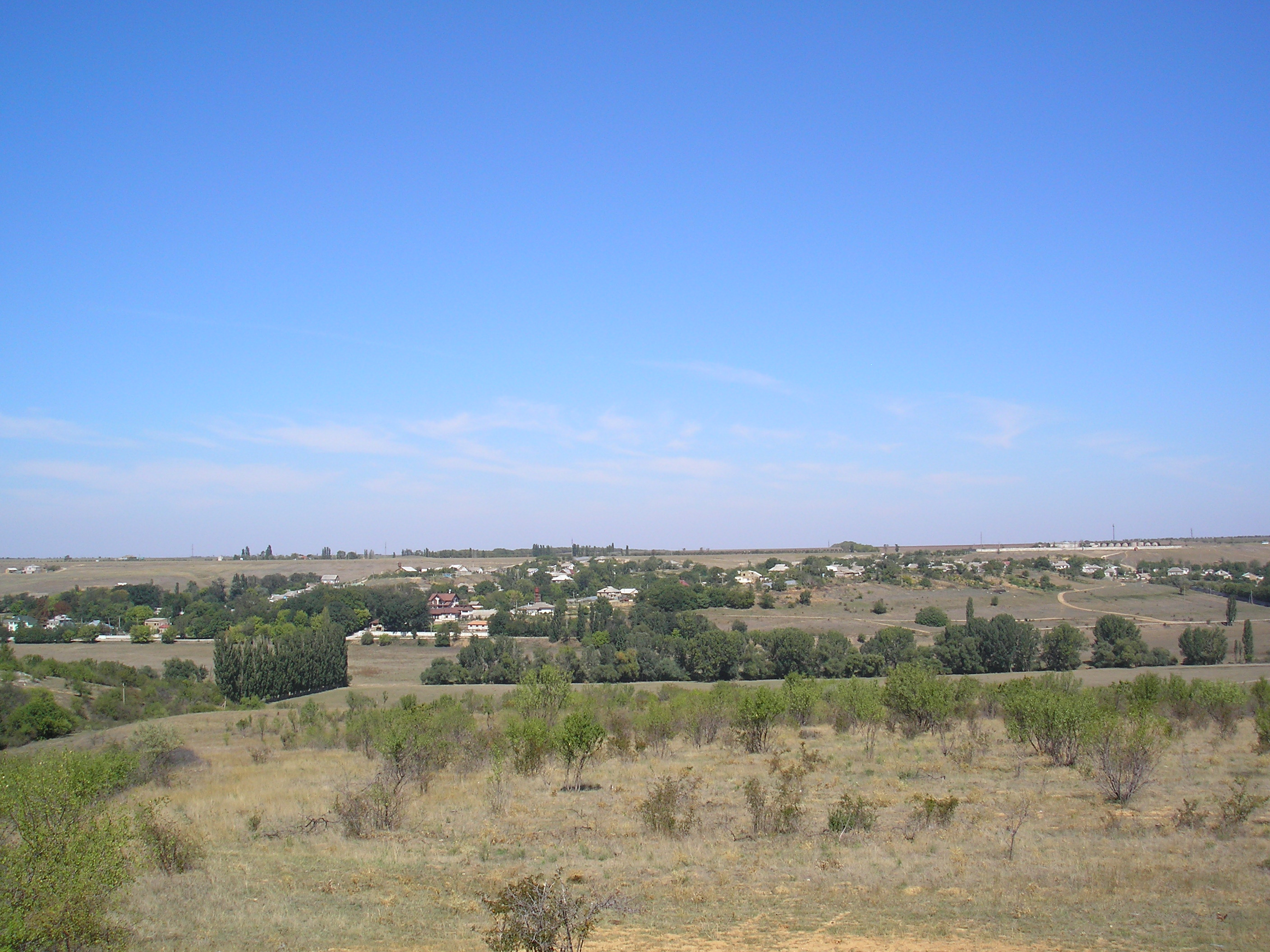
Восточная часть Водного на месте бывшего Кангила.

Согласно Ведомости о всех селениях в Симферопольском уезде состоящих с показанием в которой волости сколько числом дворов и душ… от 9 октября 1805 года, в Кангиле, в 15 дворах проживало 84 крымских татарина и 9 крымских цыган, а, судя по российским военным топографическим картам, в 1817 году в деревне было 17 дворов. После реформы волостного деления 1829 года Калариг, согласно «Ведомости о казённых волостях Таврической губернии 1829 года», передали в состав Яшлавской волости (преобразованной из Актачинской). Затем, видимо, вследствие эмиграции крымских татар в Турцию, особенно из района среднего течения Буганака, в опустевшие сёла начали заселять переселенцев из Германии и Швейцарии. Если на карте 1842 года Кангил ещё обозначен условными знаками «менее 5 дворов», то в «Списке населённых мест Таврической губернии по сведениям 1864 года» по результатам VIII ревизии 1864 года селение названо Криничка, или Кояш-Кангыл-Берштадт — общинная деревня немецких колонистов при рекѣ Булганакѣ, в которой в 4 дворах проживал 61 человек и имелась водяная мельница. В дальнейшем в доступных источниках Кангил не встречается.